# Эроика
«Эроика» (пол. Eroica) — польский чёрно-белый военный фильм 1958 года. Драма состоит из двух отдельных новелл о Второй мировой войне в Варшаве во времени восстания 1944 года и в лагере для военнопленных в Германии. Была снята также третья новелла, действие которой происходит в горах Польши, но режиссёр решил от неё отказаться.

## Сюжет

### Первая новелла
Обычный поляк-горожанин не хочет участвовать в восстании против оккупантов, однако, случайно поддавшись уговорам, принимает участие в переговорах повстанцев с венгерскими солдатами, состоящими в армии противника, которые хотят присоединиться к восстанию. Рискуя жизнью, он передаёт зашифрованные известия, но это не приносит никакой пользы повстанцам.

### Вторая новелла
Польские офицеры-военнопленные немецкого концлагеря, обсуждают отчаянный поступок своего товарища, который совершил побег. В действительности, он не сбежал, а скрывается на территории лагеря, чтобы другие узники не теряли надежды на то, что отсюда можно вырваться на свободу.

## В ролях
- Эдвард Дзевоньский — Дзидзюсь Гуркевич
- Игнацы Маховский — майор «Гром»
- Леон Немчик — Иштван Коля, венгерский офицер
- Казимеж Опалиньский — комендант Мокотова
- Казимеж Рудзкий — подпоручик Турек
- Хенрик Бонк — поручик Крыгер
- Мариуш Дмоховский — поручик Корвин-Маковский
- Тадеуш Ломницкий — поручик Завистовский
- Богумил Кобеля — подпоручик Домбецкий
- Юзеф Новак — поручик Кужава
- Войцех Семион — поручик Марианек
- Тереса Шмигелювна — монахиня Катажина
- Тадеуш Янчар — Анджей
- Витольд Пыркош — Кардас, музыкант
- Роман Полански — колядник
- Барбара Поломская — Зося, жена Дзидзюся Гуркевича
- Зофья Червиньская — Лёля, телефонистка «Ягодка»
- Зыгмунт Листкевич — капрал, ведущий муштру
- Михал Шевчик — повстанец, чистящий оружие
- Ежи Турек — повстанец охранник
- Роман Вильхельми — повстанец
- Станислав Барея — повстанец
- Томаш Заливский — адъютант венгерского генерала
- Богдан Баэр — венгерский офицер
- Роман Клосовский — поручик Шпаковский
- Юзеф Костецкий — Жак